# 2006 HS122
2006 HS122, também escrito como 2006 HS122, é um objeto transnetuniano que está localizado no Cinturão de Kuiper, uma região do Sistema Solar. Ele possui uma magnitude absoluta de 7,4 e tem um diâmetro estimado com 146 km.

## Descoberta
2006 HS122 foi descoberto no dia 26 de abril de 2006 pelo astrônomo Marc W. Buie.

## Órbita
A órbita de 2006 HS122 tem uma excentricidade de 0,373 e possui um semieixo maior de 45,008 UA. O seu periélio leva o mesmo a uma distância de 28,226 UA em relação ao Sol e seu afélio a 61,790 UA.